# Bonners Ferry
Bonners Ferry é uma cidade localizada no estado americano de Idaho, no Condado de Boundary.

## Demografia
Segundo o censo americano de 2000, a sua população era de 2515 habitantes. 
Em 2006, foi estimada uma população de 2723, um aumento de 208 (8.3%).

## Geografia
De acordo com o United States Census Bureau tem uma área de 
5,8 km², dos quais 5,5 km² cobertos por terra e 0,3 km² cobertos por água. Bonners Ferry localiza-se a aproximadamente 548 m acima do nível do mar.

## Localidades na vizinhança
O diagrama seguinte representa as localidades num raio de 52 km ao redor de Bonners Ferry. 